# Notommoides albida
Notommoides albida är en tvåvingeart som beskrevs av Amnon Freidberg 1994. Notommoides albida ingår i släktet Notommoides och familjen borrflugor. Inga underarter finns listade i Catalogue of Life.